# Cydistomyia tiwackai
Cydistomyia tiwackai är en tvåvingeart som beskrevs av Trojan 1991. Cydistomyia tiwackai ingår i släktet Cydistomyia och familjen bromsar.
Artens utbredningsområde är Nya Kaledonien. Inga underarter finns listade i Catalogue of Life.